# Iglesia de la Santísima Trinidad (Detroit)
La iglesia de la Santísima Trinidad (en inglés, Most Holy Trinity Church) es una histórica iglesia católica ubicada en el barrio de Corktown en la ciudad de Detroit, la más importante de Míchigan (Estados Unidos). Es la sede de una parroquia activa en la Arquidiócesis de Detroit. La construcción de la iglesia comenzó en 1855 y terminó en 1866. Es la segunda iglesia católica más antigua de Detroit y la primera construida para servir a una congregación de habla inglesa. Con 51,8 m de altura, fue el edificio más alto de Detroit y de Míchigan hasta la finalización del antiguo Ayuntamiento de Detroit en 1871. Sirvió principalmente a una población inmigrante irlandesa-estadounidense en sus primeros años. Se convirtió en un importante centro cultural para los residentes irlandeses, y más tarde mexicanos y malteses, de Detroit.

## Historia
La Parroquia de la Santísima Trinidad fue fundada en 1834, cuando el reverendo Frederick Rese compró un edificio en el centro de Detroit, anteriormente hogar de la Primera Iglesia de la Sociedad Protestante. El edificio se transformó en un hospital durante la pandemia de cólera de 1826-1837, ya que Detroit carecía de un hospital adecuado. En 1849, el edificio original fue deconstruido y reconstruido en su ubicación actual. El edificio actual fue diseñado por Patrick Keely, un arquitecto irlandés-estadounidense de Brooklyn. La iglesia se construyó inicialmente con un presupuesto limitado, y la parroquia a menudo realizaba eventos para recaudar fondos para cubrir los costos. Tras su finalización en 1866, fue el edificio más alto de Detroit, un título que conservó hasta la finalización del antiguo Ayuntamiento de Detroit en 1871. La iglesia alberga el órgano de tubos aún en uso más antiguo de Míchigan.
Se informa que la primera exhibición pública de luz eléctrica de Detroit ocurrió en la iglesia de la Santísima Trinidad en 1875. P. Aloysius Bleyenburg, un desarrollador e inventor temprano en el campo de la iluminación eléctrica, exhibió una lámpara de arco sobre el altar durante la misa de la mañana de Navidad.
El 22 de julio de 1880, el barco de vapor Mamie, en un viaje a Monroe dirigido por el reverendo de la iglesia , chocó con otro barco de vapor, el Garland, en el río Detroit. De los 23 pasajeros, 15, incluidos 12 monaguillos jóvenes, se ahogaron. La colisión fue declarada "la calamidad más terrible que Detroit ha conocido en años" por el diario Detroit Free Press.
La iglesia fue remodelada en 1905 como celebración de su 50 aniversario, que incluyó la introducción del cableado eléctrico. Durante las décadas de 1940 y 1950, la parroquia luchó con una deuda severa, lo que provocó que partes de la iglesia se desgastaran. En 1985, un incendio destruyó partes del edificio. Después de que se completaron las reparaciones, el pastor Jay Samonie volvió a dedicar la iglesia. Fue redecorado y restaurado en 2008. La iglesia celebró su 175 aniversario en 2010. En 2020, la iglesia anunció la apertura de un nuevo centro comunitario, financiado por una familia parroquial.

## Cultura
La iglesia ha actuado como un centro cultural para los inmigrantes irlandeses a Detroit, llevando a cabo eventos religiosos y culturales, incluidas las celebraciones del Día de San Patricio. Más tarde, se expandió para convertirse en un centro cultural para inmigrantes católicos mexicanos y malteses. Ha sido un defensor de los derechos de los inmigrantes en Detroit y a nivel nacional.
El área alrededor de la iglesia, incluida la iglesia en sí, fue designada distrito histórico por la Junta Asesora de Designación Histórica de la Ciudad de Detroit en 1984.